# 鯮
鯮是輻鰭魚綱鯉形目鯝科鯮属的唯一物種，屬大型淡水鱼，其种加词“macrocephalus”意为“大头的”。分布于中国南方和越南北部。

## 俗名
鯮鱼有很多俗名，如吹火筒、尖头鳡、马头鯮、鸭嘴鯮、鹤嘴鳡、长嘴鳡、喇叭鱼、大筒嘴等。

## 形态特征
鯮鱼身体细长呈圆筒状，头部细长，前端略呈管状，吻部平扁似鸭嘴形。体背部为深灰色，体侧及腹部银白色；胸鳍呈淡红色；背鳍、尾鳍灰色，腹鳍、臀鳍浅灰色，體長可達48公分。

## 生物学
鯮属于一种大型经济鱼类，最大体重可达50余千克。性凶猛，以其他鱼类为食。产卵期在四至七月，卵为浮性。